# Mónica Ferrández
Mónica Ferrández Arenas (Córdoba, 25 de octubre de 1974) es una ex gimnasta rítmica española que fue componente de la selección nacional de gimnasia rítmica de España en modalidad individual. Logró la medalla de bronce por equipos en el Europeo de 1990 y en el Mundial de 1991. También fue campeona de la Copa de España en 1991.

## Biografía deportiva

### Inicios
Aunque nació en Córdoba, cuando contaba con un año de edad su familia se trasladó a Alicante. Con 6 años de edad se inició en la práctica de gimnasia rítmica como actividad extraescolar, y en pocos meses pasó al Club Atlético Montemar de Alicante, donde permaneció entrenando hasta su incorporación a la selección nacional.

### Etapa en la selección nacional
En 1988 fue convocada por Emilia Boneva como individual júnior de la selección nacional de gimnasia rítmica de España, que entrenaba en el Gimnasio Moscardó de Madrid. En junio, en el torneo de Vénissieux (Francia), obtuvo la 4.ª plaza. Ese año consiguió el bronce en la 1.ª categoría del Campeonato de España Individual. 

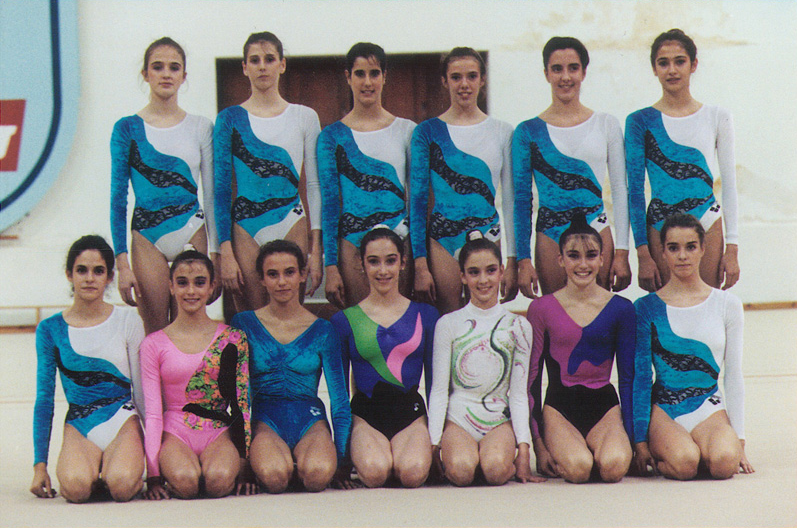
Mónica (sentada, en el centro) con la selección nacional en el Gimnasio Moscardó (1991).

En marzo de 1989, ya como sénior individual, obtuvo el 22.º puesto en el torneo de Louvain-la-Neuve. En abril logró el 4.º puesto en el torneo Communaute Europeenne, y en octubre, fue plata como parte del equipo español en el torneo de Les Arènes de l'Agora d'Evry. En diciembre de 1989 obtuvo el bronce en la general de la primera categoría con el Club Atlético Montemar en el Campeonato de España de Conjuntos celebrado en Torrelavega (Cantabria), además del bronce en la final de 12 mazas y del oro en la final de 2 pelotas, 2 cuerdas y 2 aros. En ese conjunto montemarino también estaban algunas gimnastas que pertenecían o pertenecerían a la selección, como Verónica Bódalo, Carolina Pascual o Noelia Fernández, y sería entrenado por Rosa Menor.
En marzo de 1990, en el torneo de Louvain-la-Neuve, fue oro por equipos, en la general, en aro y en pelota, además de plata en cuerda y en cinta. En abril logró la 5.ª plaza en el torneo Julieta Shishmanova. En mayo obtuvo el 11.º puesto en el torneo «La Femme Sovietique» de Moscú y el 14.º en la Brother Cup, mientras que en junio, en la VI Copa Internacional Ciudad de Barcelona fue 7.ª, y en el torneo Ciudad de Alicante, 5.ª Ese año fue bronce en categoría de honor en el Campeonato de España Individual celebrado en Guadalajara, quedando por detrás de Ada Liberio (oro) y Noelia Fernández (plata), y por delante de Carmen Acedo (4.ª), Carolina Pascual (5.ª), Eider Mendizábal (6.ª) y Rosabel Espinosa (7.ª). En julio, en un torneo en el Algarve, obtuvo la plata. En noviembre de 1990 participó en el campeonato europeo de Goteborg, donde logró el bronce por equipos junto a Noelia Fernández y Carolina Pascual. En esa misma competición fue 7.ª en el concurso general. Dentro de la Copa de España de ese año, fue 6.ª en la 1.ª fase en Logroño y medalla de plata en la Final, celebrada el 10 de noviembre en Alicante. En diciembre fue 18.ª en la final de la Copa del Mundo de Gimnasia Rítmica, celebrada en Bruselas.
En abril de 1991 fue 7.ª en el DTB-Pokal de Karlsruhe y bronce en el torneo Ciudad de Alicante. En el torneo de Corbeil-Essonnes logró el 9.º puesto. En mayo fue 8.ª en el torneo Julieta Shishmanova. En junio de 1991 participó en la Final de la Copa de Europa, celebrada en Bruselas, logrando la 6.ª plaza en el concurso general, la 5.ª en aro y la 4.ª en pelota. En octubre de ese mismo año, en el Campeonato del Mundo de Atenas, consiguió el bronce por equipos junto a Carmen Acedo y Carolina Pascual. En esa misma competición logró la 6.ª plaza en el concurso general, la 5.ª en cuerda, la 7.ª en aro, la 6.ª en pelota y la 7.ª en mazas. En el Campeonato de España Individual de ese año, celebrado en Torrevieja, fue medalla de plata en la categoría de honor, quedando por detrás de Carolina Pascual y por delante de Carolina Borrell, Noelia Fernández, Carmen Acedo, Ada Liberio, Amaya Cardeñoso y Rosabel Espinosa. En la Final de la Copa de España de 1991, celebrada en Málaga, se alzó con el triunfo final, ex aequo con su compañera en la selección Carmen Acedo, además de ser oro por comunidades. En marzo de 1992, en el DTB-Pokal de Karlsruhe, acabó en el puesto 12.º

### Retirada de la gimnasia
Se retiró en 1992 a causa de una fascitis plantar en el pie izquierdo. Después de un tiempo con una rotura de la fascia plantar producida en los entrenamientos anteriores al Europeo de Stuttgart, se sometió a una operación quirúrgica, pero no se recuperó a tiempo para participar en los Juegos Olímpicos de Barcelona. Tras su retirada fue nombrada Hija Adoptiva de la ciudad de Torrevieja, de donde son naturales sus padres. 
De 2012 a 2013 fue junto a Yolanda Andrés entrenadora del conjunto júnior de la selección nacional. En noviembre de 2012 el conjunto júnior participó en una exhibición en el Euskalgym. En abril de 2013 estrenaron su ejercicio en una exhibición en la Copa de la Reina en Zaragoza, y el 31 de mayo el conjunto participó en el Campeonato Europeo de Viena, donde quedaron en el puesto 16.º en el concurso general tras haber realizado dos rotaciones con 5 aros. Las componentes del conjunto júnior ese año fueron la torrevejense Claudia Heredia y Paula Gómez, Sara González, Miriam Guerra, Carmen Martínez y Victoria Plaza.
En la actualidad, Mónica es coordinadora de la Escuela Municipal de Gimnasia Rítmica de Torrevieja (Alicante), donde también imparte clases. En Torrevieja ha coincidido en el equipo técnico con otras exgimnastas como Mari Carmen Moreno o Jennifer Colino. Ferrández entrena además a la gimnasta de la selección Polina Berezina desde que llegó al Club Torrevieja con 7 años. Berezina ha sido internacional con la selección española júnior en 2013, y sénior desde 2014, y tiene varios títulos de campeona de España en diferentes categorías. Ferrández entrena a Polina de forma individualizada en el Palacio de los Deportes de Torrevieja y viaja con ella a todas las competiciones.
En septiembre de 2018 aprovechó su viaje al Mundial de Gimnasia Rítmica de Sofía como parte del staff de la selección, para unirse a varias exgimnastas españolas y reencontrarse con la ex seleccionadora nacional Emilia Boneva, organizándose además una cena homenaje en su honor. El 16 de noviembre de 2019, con motivo del fallecimiento de Emilia Boneva, unas 70 exgimnastas nacionales, entre ellas Mónica, se reunieron en el tapiz para rendirle tributo durante el Euskalgym. El evento tuvo lugar ante 8.500 asistentes en el Bilbao Exhibition Centre de Baracaldo y fue seguido además de una cena homenaje en su honor.

## Legado e influencia
Su compañera en la selección nacional, Montse Martín, hablaba así en 2018 sobre las características de Mónica Ferrández: 

«Una de las grandes gimnastas españolas de todos los tiempos [...] Gimnasta elegante, con gran sensibilidad, limpieza en ejecución y unas arriesgadas recepciones con el aparato [...] Hacía muchas dificultades, y pocas veces fallaba».

## Equipamientos
| Período     | Proveedor |
| ----------- | --------- |
| 1988 - 1992 | Arena     |

## Música de los ejercicios
| Año                           | Aparatos | Música                                                                                            |
| ----------------------------- | -------- | ------------------------------------------------------------------------------------------------- |
| 1989 (Conjunto 1.ª categoría) | 12 mazas | «Una rosa es una rosa» de Mecano.                                                                 |
| 1990                          | Cinta    | «Summertime», perteneciente a la ópera Porgy y Bess de George Gershwin.                           |
| 1990                          | Pelota   | «Angustias» de Manolo Sanlúcar.                                                                   |
| 1990                          | Cuerda   | «Two Guitars», canción tradicional rusa en la versión de Werner Müller y su orquesta.             |
| 1991                          | Mazas    | «Amanecer andaluz».                                                                               |
| 1991                          | Mazas    | «Swept Away» de Yanni.                                                                            |
| 1991                          | Pelota   | «In Love» de Carly Simon, perteneciente a la banda sonora de la película Working Girl.            |
| 1991 - 1992                   | Aro      | «Ghost», de la banda sonora de la película homónima de Jerry Zucker, compuesta por Maurice Jarre. |

## Palmarés deportivo

### Selección española
| 1988 - Torneo de Vénissieux 4.º puesto en concurso general 1989 - Torneo de Louvain-la-Neuve 22.º puesto en concurso general - Torneo Communaute Europeenne 4.º puesto en concurso general - Torneo de Les Arènes de l'Agora d'Evry Plata por equipos 1990 - Torneo de Louvain-la-Neuve Oro por equipos Oro en concurso general Oro en aro Oro en pelota Plata en cuerda Plata en cinta - Torneo Julieta Shishmanova 5.º puesto en concurso general - Torneo «La Femme Sovietique» de Moscú 11.º puesto en concurso general - Brother Cup 14.º puesto en concurso general - VI Copa Internacional Ciudad de Barcelona 7.º puesto en concurso general - Torneo Ciudad de Alicante 5.º puesto en concurso general - Torneo del Algarve Plata en concurso general - Campeonato de Europa de Goteborg Bronce por equipos 7.º puesto en concurso general - Final de la Copa del Mundo en Bruselas 18.º puesto en concurso general | 1991 - DTB-Pokal Karlsruhe 7.º puesto en concurso general - Torneo Ciudad de Alicante Bronce en concurso general - Torneo de Corbeil-Essonnes 9.º puesto en concurso general - Torneo Julieta Shishmanova 8.º puesto en concurso general - Final de la Copa de Europa en Bruselas 6.º puesto en concurso general 5.º puesto en aro 4.º puesto en pelota - Campeonato del Mundo de Atenas Bronce por equipos 6.º puesto en concurso general 5.º puesto en cuerda 7.º puesto en aro 6.º puesto en pelota 7.º puesto en mazas 1992 - DTB-Pokal Karlsruhe 12.º puesto en concurso general |

## Premios, reconocimientos y distinciones
- Premio Importantes de Información 1990 del mes de noviembre, otorgado por el Diario Información (1991)[11]
- Hija Adoptiva de la ciudad de Torrevieja (1992)[12]